# Tomáš Hübschman
Tomáš Hübschman (né le 4 septembre 1981 à Prague) est un footballeur tchèque (défenseur central) qui évolue actuellement  au FK Jablonec.

## Biographie
Il a été recruté par le club ukrainien pour trois millions d'euros en 2004 après plusieurs bonnes saisons dans son pays d'origine.

## Palmarès
- Champion de Tchéquie en 2000, 2003 avec le Sparta Prague.
- Coupe de Tchéquie
  - Vainqueur : 2004 (Sparta Prague).
  - Finaliste : 2002 (Sparta Prague).
- Champion d'Ukraine en 2005, 2006, 2008, 2010, 2011, 2012, 2013, 2014 avec le Shakhtar Donetsk.
- Vainqueur de la Coupe d'Ukraine en 2008, 2011, 2012, 2013 avec le Shakhtar Donetsk.
- Vainqueur de la Supercoupe d'Ukraine, 2005, 2008, 2010, 2012, 2013  avec le Shakhtar Donetsk.
- Vainqueur de la Coupe UEFA en 2009 avec le Shakhtar Donetsk.

## Équipe nationale
- 58 sélections avec la République tchèque